# Bräkne-Hoby
Bräkne-Hoby is een plaats in de gemeente Ronneby in het landschap Blekinge en de provincie Blekinge län in Zweden. De plaats heeft 1769 inwoners (2005) en een oppervlakte van 208 hectare.